# 博蒂扎鄉
47°40′N 24°09′E / 47.667°N 24.150°E
博蒂扎鄉（羅馬尼亞語：Comuna Botiza, Maramureș），是羅馬尼亞的鄉份，位於該國西北部，由馬拉穆列什縣負責管轄，面積75平方公里，海拔高度483米，2007年人口2,861，人口密度每平方公里38人。